# Општина Грамешти (Сучава)
Грамешти (рум. Grămeşti) општина је у Румунији у округу Сучава.
Oпштина се налази на надморској висини од 337 m.